# دریاچه‌های ایران

دریاچه پریشان کازرون

دریاچه درون‌شهری کیو در شمال شهر خرم‌آباد

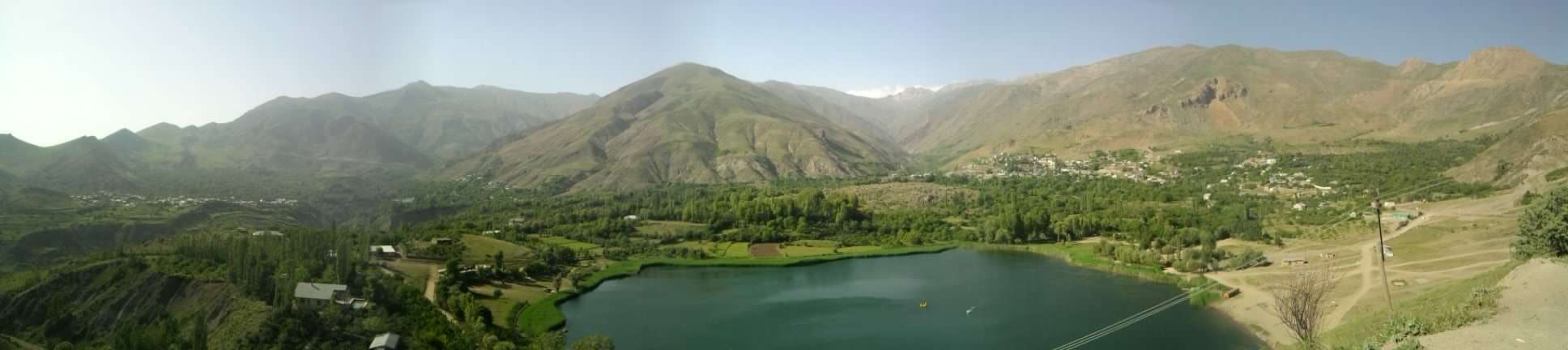
دریاچه اوان الموت در استان قزوین

ایران بخشی از سرزمین‌های نیمه‌خشک و خشک آسیا با بارش سالانهٔ به نسبت کم است. از همین‌رو، آب‌های داخلی (دریاچه‌ها) آن کم و اغلب در فروافتادگی‌های زمین‌ساختی جوان، قرار دارند. با وجود این، پاره‌ای از دریاچه‌های ایران، مانند دریاچه‌های تار و گَهَر در بلندی‌ها قرار دارند. دریاچه‌های دائمی ایران بیشتر به مناطق پر باران شمال – باختری و جنوب باختری ایران محدود است. در مناطق خشک و صحرایی، دریاچه‌ها از نوع فصلی و پایانه‌ای بوده و آب شور دارند.

## ایجاد دریاچه‌های جدید در ایران و حتی در فلات مرکزی ایران
به دلیل بارندگی‌های زیاد طی دو سال ۹۸ و ۹۹ چندین دریاچه در فلات مرکزی ایران از جمله در کویر زواره اصفهان و کویر لوت ایجاد شده‌است. در طرح ایران رود نیز احتمال تشکیل دریاچه در مناطق پست کویری پیش‌بینی شده‌است. بارندگی‌های اسفند ۹۸ و به خصوص فروردین‌ماه ۹۹ حدود ۵۰ دریاچه جدید ایجاد کرده که تاکنون وجود نداشته‌است.

## به ترتیب وسعت
بر اساس داده‌های گوگل وسعت برخی دریاچه‌ها به این شرح است:
دریاچه ارومیه: ۲۰۰۸ مایل مربع، دریاچه زریبار ۳ مایل مربع، دریاچه مهارلو ۲۳۲ مایل مربع، دریاچه بختگان ۱۳۵۱ مایل مربع، دریاچه پریشان ۱۹ مایل مربع، دریاچه هامون ۶۱۸ مایل مربع.

## فهرست دریاچه‌ها
- مقاله اصلی: فهرست دریاچه‌های ایران

دریاچه‌های ایران شامل فهرست زیر می‌شود:
- دریاچه کافتر
- دریاچه آلا گل
- دریاچه آجی گل
- دریاچه ارومیه
- دریاچه کیو
- دریاچه گهر
- دریاچه بلومان
- دریاچه گهر کوه کلا
- دریاچه شط تمی
- دریاچه نمک
- دریاچه نمک حوض سلطان
- دریاچه بختگان
- دریاچه تنگلی
- هامون جازموریان
- دریاچه هامون
- دریاچه طشک
- دریاچه مهارلو
- دریاچه ولشت
- دریاچه شورمست
- دریاچه تار
- دریاچه قوری گل
- دریاچه گل رامیان
- دریاچه الوبوم
- دریاچه اوان
- دریاچه بزنگان
- دریاچه زریوار
- هامون پوزک
- دریاچه نئور
- دریاچه پریشان

## دریاچه‌های سدها
- دریاچه سد ملاصدرا
- دریاچه سد کرج
- دریاچه سد کلان
- دریاچه سد لتیان
- دریاچه سد دز
- دریاچه سد گتوند
- دریاچه سد گلپایگان
- دریاچه سد سیوند
- دریاچه سد ارس
- دریاچه سد بوکان
- دریاچه سد مهاباد
- دریاچه سد ماملو
- دریاچه سد لار
- دریاچه سد زاینده رود
- دریاچه سد طالقان
- دریاچه  سد تبارک